# Фридрих от Намюр
Фридрих от Намюр (на френски: Frédéric de Namur; на немски: Friedrich, † 1121) е принц-епископ на Лиеж в Белгия от 23 април 1119 до 27 май 1121 г.

## Биография
Той е третият син на Алберт III († 1102), граф на Намюр, и съпругата му Иза от Саксония († 1101), дъщеря на херцог Бернхард II от фамилята Билунги. 
Фридрих е Светия. Католическата църква го чества на 27 май.